# Pentaprion longimanus
Pentaprion longimanus és una espècie de peix pertanyent a la família dels gerrèids i l'única del gènere Pentaprion.

## Descripció
- Pot arribar a fer 15 cm de llargària màxima (normalment, en fa 10).
- 9-10 espines i 14-15 radis tous a l'aleta dorsal i 5-6 espines i 12-13 radis tous a l'anal.
- Aleta anal llarga.
- Cos esvelt.[3][4]

## Alimentació
Probablement menja petits animals bentònics.

## Hàbitat
És un peix marí i d'aigua salabrosa, demersal i de clima tropical que viu entre 15 i 220 m de fondària.

## Distribució geogràfica
Es troba des de les costes occidentals i meridionals de l'Índia i Sri Lanka fins a Indonèsia, les illes Filipines, les illes Ryukyu i el nord d'Austràlia.

## Ús comercial
És utilitzat per a elaborar farina de peix i com a aliment per a ànecs.

## Observacions
És inofensiu per als humans.